# Jordaan van Hauteville
Jordaan van Hauteville (Graafschap Sicilië, circa 1060 – Syracuse, 18 september 1092) was een Normandische veldheer die mee Sicilië veroverde op de Arabieren. Deze edelman uit het Huis Hauteville vocht aan de zijde van zijn vader Rogier I, de eerste Normandische graaf en later grootgraaf van Sicilië.
Zijn naam in het Italiaans is Giordano d'Altavilla. Hij was graaf van Syracuse en Noto op Sicilië.

## Levensloop

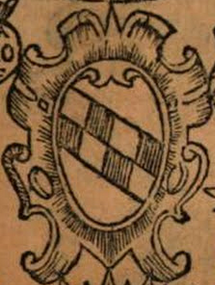
Wapenschild van het huis Hauteville

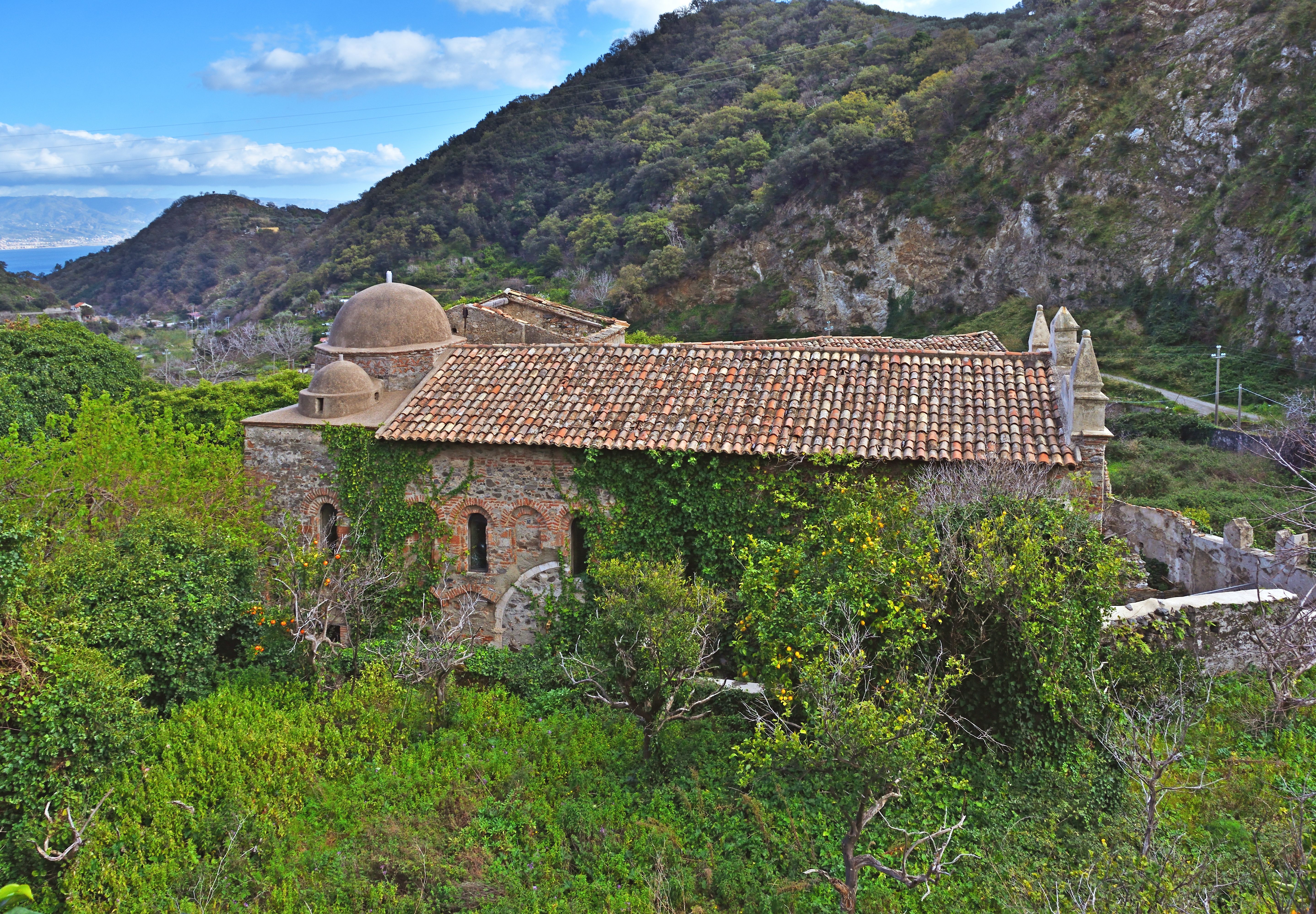
Kerk van Mili San Pietro op Sicilië, waar de graftombe van Jordaan van Hauteville stond

Jordaan was een onwettige zoon van Rogier I van Hauteville en een onbekende vrouw in het gevolg van de Normandische troepen die Sicilië binnenvielen. De kroniekschrijver en benedictijn Malaterra situeert zijn geboorte tussen de komst van de familie Hauteville op Sicilië en het eerste huwelijk van Rogier I (1061) of kort erna. Dit levert de periode 1054-1062 op als moment van geboorte van Jordaan.
Ibn ‘Abbād, in het Frans Benavert genoemd, was een Arabische commandant die de invallende Normandiërs bevocht. Zo legde Benavert een hinderlaag om enkele Normandische ruiters te doden (1075). De jonge Jordaan ontsnapte ternauwernood aan de Arabieren; zijn neef Hugo van Jersey vond de dood.
In 1076 verscheen Jordaan voor het eerst als een veldheer op het slagveld. Vader Rogier I maakte jacht op Benavert in de buurt van Catania, dat de Arabieren moesten overgeven. Een jaar later (1077) vocht Jordaan in het beleg van Trapani, aan de zijde van zijn vader, en dit nogmaals in 1079 bij de belegering van Taormina. De Normandiërs konden quasi heel Sicilië op de Arabieren te veroveren.
Benavert kon door verraad Catania opnieuw aan de Arabische zijde trekken. Jordaan vocht verbeten terug en heroverde Catania. Jordaan genoot hierdoor voldoende vertrouwen van Rogier I dat deze in 1081 het bestuur van Sicilië over liet aan Jordaan toen hij het eiland verliet. 
Angelmar, een van de Normandische commandanten, kwam in opstand tegen Rogier I (1082). Jordaan revolteerde mee en vond aanhang bij enkele Normandische baronnen. Jordaan en de zijnen veroverden Mistretta en San Marco d'Alunzio. Ze trokken vervolgens naar Troina waar ze dachten dat de schatkist van Rogier I stond. Rogier I keerde ijlings naar Sicilië terug. Rogier I sloeg de revolte neer. De voornaamste Normandische rebellen liet hij de ogen uitsteken. Na enige aarzeling, zo verhaalde de kroniekschrijver Malaterra, schonk Rogier I vergiffenis aan zijn zoon Jordaan. In 1086 veroverden de troepen van Rogier I Syracuse en in 1091 Noto; Jordaan vocht aan zijn zijde. Rogier I verleende Jordaan de titel van graaf van Syracuse. 
Jordaan trad in het huwelijk (1089) met een zus van Adelheid del Vasto uit het huis der Aleramiden, die de derde echtgenote geworden was van Rogier I. Hiermee verhoogde de status van Jordaan binnen het Normandische hof in Palermo.
De verovering van Sicilië was compleet in 1091 met de verovering van Noto. Rogier I beleende Jordaan met het graafschap Noto. Zodoende kon Jordaan heersen in zijn eigen vorstendom dat bestond uit Syracuse en Noto. Nog in 1091 vertrok Rogier I op veldtocht naar Malta; Rogier I liet een tweede maal het bestuur van Sicilië over aan Jordaan. Jordaan beschaamde diens vertrouwen niet. Rogier I zag in hem zijn opvolger omdat al zijn zonen uit het eerste en tweede huwelijk overleden waren. Zijn wettelijke troonopvolger Willem was overleden ten gevolge van lepra.
Een jaar later overleed Jordaan in zijn fief in Syracuse (1092). Rogier I betreurde dit overlijden: de troonopvolger werd finaal het jongetje Simon, een zoon uit zijn derde huwelijk en pas geboren in 1093.
Jordaan werd begraven in de dorpskerk van Santa Maria di Mili, die staat in Mili San Pietro nabij Messina. 